# Michail Sergejewitsch Woslenski

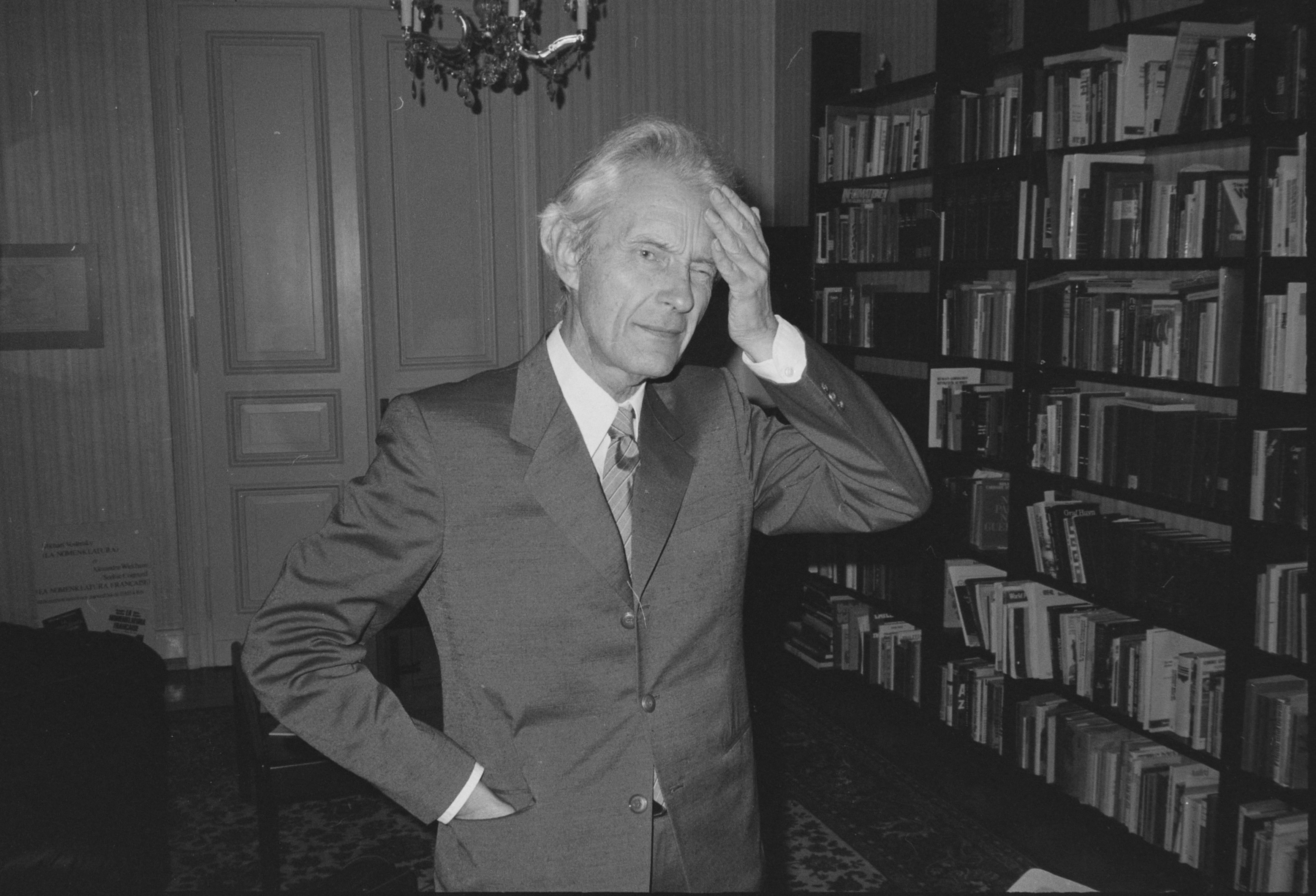
Voslensky (1988)

Michail Sergejewitsch Woslenski (auch Michael Voslensky; russisch Михаил Сергеевич Восленский, wiss. Transliteration Michail Sergeevič Voslenskij; * 6. Dezember 1920 in Berdjansk, Gouvernement Taurien (heute Ukraine); † 8. Februar 1997 in Bonn) war ein sowjetischer Historiker und Politikwissenschaftler.

## Leben
Er war sowjetischer Dolmetscher beim Nürnberger Prozess und im Alliierten Kontrollrat für Deutschland. Er habilitierte sich als Historiker in Moskau und als Philosoph in der DDR.
Seit 1955 arbeitete er an der Akademie der Wissenschaften der UdSSR; er war Akademischer Sekretär der Kommission für wissenschaftliche Probleme der Abrüstung beim Präsidium der Akademie. Eine Gastprofessur führte ihn an die Westfälische Wilhelms-Universität. Von 1950 bis zu seiner Ausreise aus der Sowjetunion war er in engem Kontakt mit dem Apparat des ZK der KPdSU. Er war Vizepräsident der Historiker-Kommission UdSSR-DDR. Ein Vortrag Woslenskis über „Europäische Sicherheit und Abrüstung“ vor der Österreichischen Gesellschaft für Außenpolitik und internationale Beziehungen, in dem er „militaristische Kreise Westdeutschlands“ ein Streben nach atomarer Bewaffnung unterstellte und in dem er ferner sagte, in „Westdeutschland [würden] die Kräfte des Neonazismus aufgepäppelt“, führte 1969 zu diplomatischen Kontroversen.
Im Jahr 1972 ging er in den Westen und lebte fortan in der Bundesrepublik Deutschland. Er arbeitete am Forschungsinstitut für sowjetische Gegenwart in München. Ab 1977 war er österreichischer Staatsbürger.
Er galt international als Kenner der inneren Verhältnisse der Sowjetunion und authentischer Kommunismus-Kritiker.

## Werk
Woslenskis im Westen erschienenes Hauptwerk ist eine Trilogie über die sowjetische Nomenklatura. Der erste Band wurde in vierzehn Sprachen übersetzt und beeinflusste nachhaltig die soziologische Diskussion über die Gesellschaft in der Sowjetunion; dort wurde er anfangs nur im Samisdat veröffentlicht, die erste Ausgabe erschien 1991 im Verlag Oktjabr in Moskau.
Der dritte Band basiert auf detailliertem Studium der nach 1991 zugänglich gemachten Archive des ZK der KPdSU, in die Woslenski, wie z. B. auch Wladimir Bukowski, detailliert und umfangreich Einblick nahm. Hier belegt Woslenski mit vielen Originaldokumenten unter anderem die Millionenzahlungen der Sowjetunion an westliche kommunistische Parteien und linke Arbeiterorganisationen, die entweder über KGB-Mitarbeiter überreicht wurden oder an befreundete Firmen in vielen europäischen und außereuropäischen Staaten, so auch in der Bundesrepublik Deutschland, überwiesen wurden.
Die in den 1990er Jahren in Russland stattfindende Transformation von Teilen der früheren Parteielite in eine neue Unternehmerschicht, beurteilte Woslenski skeptisch. Er war der Ansicht, dass die ehemalige Nomenklatura prinzipiell nicht in der Lage sei, in einer sich formierenden Marktwirtschaft soziale Elemente zu etablieren. Folglich sei sie ein Hindernis bei der Gestaltung sozialen Wandels.

## Kritik
Andere Rezensenten haben das dritte Buch Woslenskys, insbesondere seine "...Erklärung für den Terror [...als] nicht über das Niveau des Enthüllungsjournalismus der russischen Tagespresse hinaus"-kommend bezeichnet "Anders als der Titel eingibt, spielt das Jahr 1917 in Voslenskys Buch keine Rolle." Es wird ihm vorgeworfen "...von der weit vorangeschrittenen Diskussion über die Opferzahlen im Stalinismus […] keine Notiz" genommen zu haben. Voslensky berechnete "....eine Zahl von 140.000 Opfern, die der NKWD während der Aktionen des Großen Terrors" 1937/38 umbrachte. Aus den russischen Archiven wissen wir jedoch seit einiger Zeit, dass über 680.000 Menschen erschossen wurden." Und schließlich: "Wer die Geschichte der Sowjetunion nur als eine Geschichte der Verbrechen der KPdSU und des KGB sehen will, der wird in Voslenskys Buch eine Bestätigung finden. Wer Antwort auf die Frage sucht, wie die Sowjetunion über siebzig Jahre überlebte und warum sie dann zusammenbrach, kann auf eine ganze Reihe fundierterer und besser lesbarer Arbeiten zurückgreifen."·
"Das Buch von M. S. Voslensky "Nomenklatur" ist eines jener äußerst seltenen Bücher, die, nachdem sie erschienen sind, sofort in die Schatzkammer des politischen Denkens eintreten. Es wird heute aufgrund seiner Relevanz und seiner außergewöhnlichen Vorzüge benötigt.
Zuallererst ist das Buch klar und logisch aufgebaut. Schritt für Schritt führt es den Leser durch verschiedene Teile des sowjetischen Systems, ohne das System als Ganzes aus dem Auge zu verlieren. An sich gibt es also ein ganzheitliches Bild." (Milovan Djilas, aus dem Vorwort zu dem Buch)

## Werke
- Nomenklatura. Die herrschende Klasse der Sowjetunion. Molden, Wien 1980, ISBN 3-217-00564-3; 3. aktualisierte und erweiterte Ausgabe unter dem Titel Nomenklatura. Die herrschende Klasse der Sowjetunion in Geschichte und Gegenwart. Nymphenburger, München 1987, ISBN 3-485-00524-X
- Sterbliche Götter. Die Lehrmeister der Nomenklatura. Straube, Erlangen/Bonn/Wien 1989, ISBN 3-927491-11-X; Ullstein, Frankfurt/Berlin 1991, ISBN 3-548-34807-6
- Das Geheime wird offenbar. Moskauer Archive erzählen. 1917 - 1991. Langen Müller, München 1995, ISBN 3-7844-2536-4